# 里程碑酒店

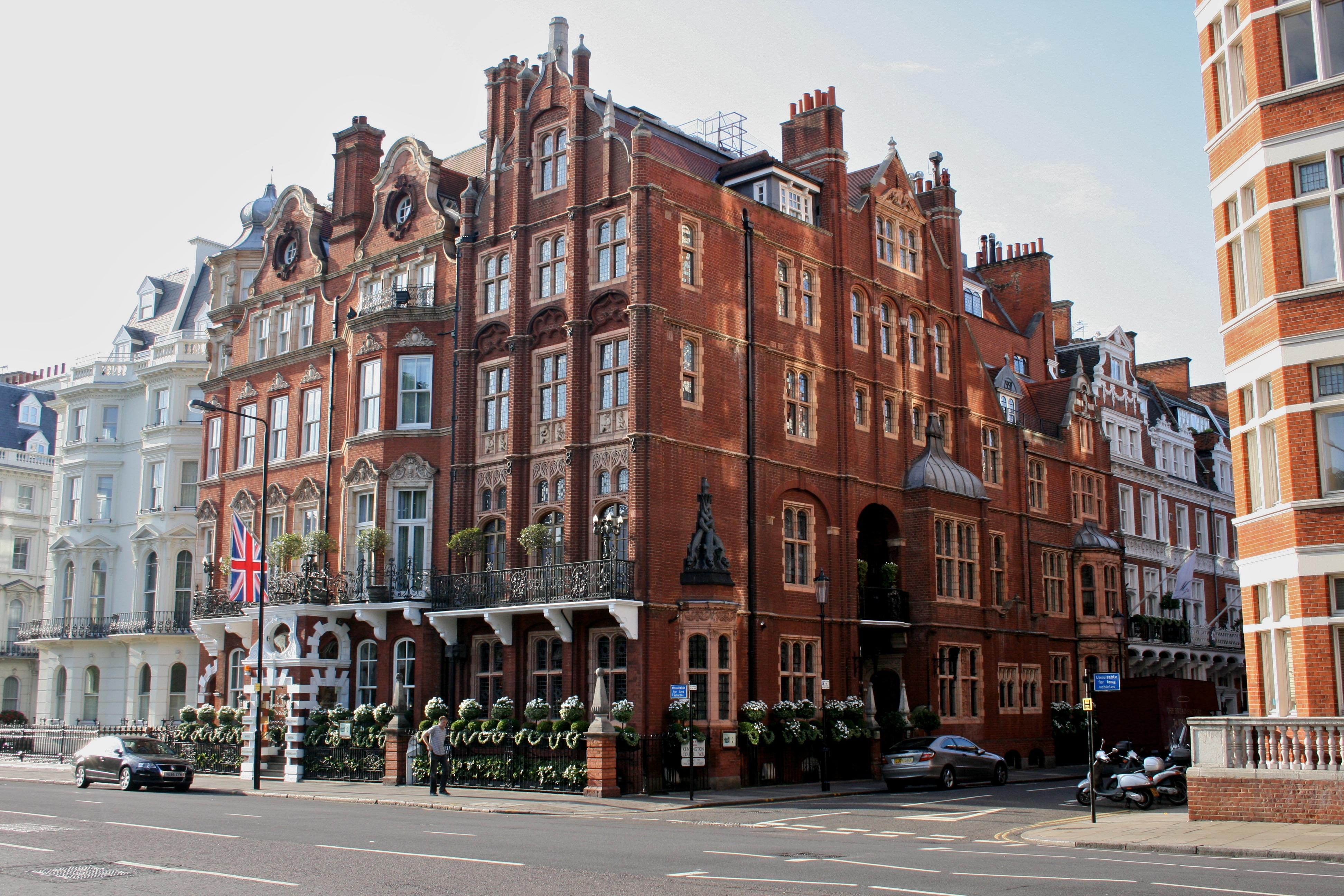

里程碑酒店（Milestone Hotel）是位於英國倫敦肯辛頓的五星級酒店。在這座酒店可一覽肯辛頓花園的景色。這座建築最初修建於1884年，在1922年改建為酒店。現在里程碑酒店共有44個客房，12個套房，6個長住公寓。

## 外部連結
- 官方网站